# ميلتون بي. رايس
ميلتون بي. رايس هو سياسي أمريكي، ولد في 30 سبتمبر 1920 في فلورنس في الولايات المتحدة، وتوفي في 2018 في ناشفيل في الولايات المتحدة. انتخب Tennessee Secretary of State ‏.